# Arslandoğmuş
Arslandoğmuş ist eine Ortschaft (Köy) im Landkreis Ovacık der türkischen Provinz Tunceli. Im Jahr 2011 lebten in Arslandoğmuş 39 Menschen.